# Harry von Craushaar
Harry von Craushaar (ur. 10 lipca 1891 w Löbau, zm. 7 stycznia 1970 w Hettenhain) – SS-Brigadeführer.
W latach 1938–1943 pełnił kierownicze funkcje w zarządach cywilnych niem. administracji okupacyjnych Sudetów, Czech i Moraw. Po kampanii wrześniowej i kapitulacji Warszawy na początku października 1939 został mianowany szefem zarządu cywilnego przy dowództwie 8 Armii Wehrmachtu działającej na terenie okupowanej Polski.
Od lutego 1944 był prezydentem głównego wydziału spraw wewnętrznych (niem.Hauptabteilung Innere Verwaltung) rządu Generalnego Gubernatorstwa. Członek NSDAP z numerem 2 450 175. W 1944 był szefem Sztabu dla Spraw Uchodźców i Ewakuacji.

## Odznaczenia
- Srebrny Krzyż Niemiecki (1 lutego 1944)[6]
- Krzyż Zasługi Wojennej I i II klasy z mieczami[6]